# Mathijs Benard
Mathijs Benard (Hoek van Holland, 5 januari 1989) is een Nederlands voormalig voetballer die als aanvaller voor SBV Excelsior speelde.

## Carrière
Mathijs Benard speelde in de jeugd van V.V. Hoekse Boys, RKVV Westlandia, ADO Den Haag en weer RKVV Westlandia. Hier speelde hij ook in het eerste elftal. In 2008 vertrok hij naar SBV Excelsior, waar hij op 11 november 2008 in het betaald voetbal debuteerde. Dit was in de met 2-0 gewonnen thuiswedstrijd in de KNVB beker tegen FC Den Bosch. Benard kwam in de 76e minuut in het veld voor Hanne Hagary, en scoorde in de 89e minuut de 2-0. Door blessures kwam hij niet meer in actie voor Excelsior, en vertrok naar RKVV Westlandia. Hierna speelde hij nog voor HVC '10, maar stopte met voetballen door blessures.

### Statistieken
| Seizoen                     | Club           | Land           | Competitie     | Competitie | Competitie | Beker | Beker | Totaal | Totaal |
| Seizoen                     | Club           | Land           | Competitie     | Wed.       | Dlp.       | Wed.  | Dlp.  | Wed.   | Dlp.   |
| --------------------------- | -------------- | -------------- | -------------- | ---------- | ---------- | ----- | ----- | ------ | ------ |
| 2008/09                     | SBV Excelsior  | Nederland      | Eerste divisie | 0          | 0          | 1     | 1     | 1      | 1      |
| 2009/10                     | SBV Excelsior  | Nederland      | Eerste divisie | 0          | 0          | 0     | 0     | 0      | 0      |
| Carrièretotaal              | Carrièretotaal | Carrièretotaal | Carrièretotaal | 0          | 0          | 1     | 1     | 1      | 1      |
| Bijgewerkt op 15 april 2018 |                |                |                |            |            |       |       |        |        |